# Želebej
Želebej este o localitate din comuna Metlika, Slovenia, cu o populație de 52 de locuitori.